# Sphecodes niveatus
Sphecodes niveatus är en biart som beskrevs av Meyer 1925. Sphecodes niveatus ingår i släktet blodbin, och familjen vägbin. Inga underarter finns listade i Catalogue of Life.